# Милош Ј. Алексић
Милош Ј. Алексић (Краљево, 23. фебруар 1870 – Херцег Нови, 24. октобар 1925) био је пуковник српске војске. Борио се у Балканским ратовима и Првом светском рату.

## Биографија
Милош Алексић је рођен 23. фебруара 1870. године у Краљеву. Шест разреда гимназије је завршио у Београду, након чега је 1981. године наставио школовање на Војној академији. Академију је завршио 1894. године, када је произведен у чин артиљеријског потпоручника. У чин поручника је унапређен 1897. и додељен је Другој дивизији Шумадијског артиљеријског пука смештеног у Краљеву. У чин капетана друге класе унапређен је 1900, капетана прве класе 1903, мајора 1910, потпуковника 1913. и пуковника 1915. године.
Пре почетка Балканских ратова објављао је више мирнодопских дужности. Био је командир вода, командир батерије и командир дивизиона. Провео је шест месеци у Аустроугарској 1908. године, а још годину дана је обављао штапске дужности. У току Балканских ратова и гушења побуне у Албанији био је командант дивизиона. Током Другог балканског рата 1913. године био је контузован у Брегалничкој бици од дејства гранате. Током Првог светског рата обављао је артиљеријске дужности. У Команди одбране Београда био је командант дивизиона, референт артиљерије, командант артиљерије за одсеке: Остружнички, Великоселски и Грочански. Повлачио се преко Албаније, када је као командант дивизиона придодат са дивизионим Тимочком артиљеријском пуку другог позива. У периоду од априла 1916. до августа 1919. био је референт артиљерије Дунавске дивизије.
После Првог светског рата постављен је за референта артиљерије Моравске дивизијске области, а потом је исту дужност обављао у ратној луци Боке Которске. Пензионисан је 1921. године. Говорио је немачки и француски језик. Одликован је 11 пута, а највиша одликовања која је добио су Бели орао IV степена и Орден Светог Саве III степена. Преминуо је 24. октобра 1925. године у Херцег Новом. Сахрањен је у Краљеву.